# 高雄聖何宮
高雄聖何宮位於臺灣高雄市三民區鼎西里金山路上，於2005年落成，為一座道教廟宇。

## 沿革
聖何宮主祀關聖帝君，早期由移民至高雄發展的信徒自原鄉台南市將軍區的漚汪文衡殿分靈而來，1997年籌劃建廟，2003年於現址動工，2005年落成並進行安座大典。

## 供奉神明
- 關聖帝君
- 南海佛祖
- 何仙姑
- 福德正神
- 註生娘娘